# Мраморница
Мраморница е неголяма историческа област, разположена в днешна Централна Северна България, обхващаща приблизително землищата на сегашните общини Луковит и Долни Дъбник.
Според данъчния регистър (тахрир / дефтер) от началото на османския период до 1516 г. Мраморница (тур. Мроморнича) е била самостоятелна област (тур. казá) от санджак (окръг) Никболу (ок. Никопол) на Османската империя. Центърът ѝ е бил село Мрамор/Мраморница, сега Петревене. През 1430 г. в тахрира то е записано с 2 имена – Мрамор (тур. Мирамор, Мромор) и Петревен. Тъй като в началото си османската власт е продължила и използвала съществуващите структури на предходните управления, а тахрирът (дефтерът) по принцип е копирал съществуващите предосмански данъчни системи, най-вероятно областта, под същото име Мраморница, е съществувала и по време на Втората българска държава с център пак Мраморница или Мрамор.

## География
Мраморница е обхващала района, в който са разположени сегашните селища Бъркач, Карлуково, Крушовица, Лепица, Луковит, Петревене, Петърница, Орешене, Реселец, Рупци, Садовец, Сухаче, Тодоричене, Червен бряг, Чомаковци и др. Център на областта е бил село Мраморница или Мрамор, сега Петревене.

## История
Най-ранните следи от човешки живот на територията на Мраморница датират от палеолитната епоха (150 000 – 40 000 г. пр.н.е.), намерени са в пещерата Темната дупка край село Карлуково. В местността Манастира край село Рупци са открити останки на праисторическо селище с крепостни стени до 1,3 м на площ от около 10 декара. Крепостта е служела за охрана на Искърската долина. Археологически находки от неолита, халколита и желязната епоха са открити и в местностите Пипрата, Редута, Лъга и др. край село Рупци. В местността Черковището край село Петревене е открита гробница от желязната епоха. В района има множество тракийски погребални могили. В местността Жабек край село Рупци е намерено тракийско монетно съкровище в глинен съд. Монетите са от Аполония и Дирахон на Адриатическо море и са от ІІ век (159 – 98 г. пр.н.е). В района на село Чомаковци е имало три тракийски селища с общото име Зетнокурту на тракийското племе трибали. В района на град Луковит е открито голямо тракийско съкровище (Луковитското съкровище) от втората половина на IV век пр.н.е. В голям, ритуално заровен керамичен съд били събрани 15 съда, 25 апликации за конска амуниция и още над 200 други предмети – съдове и елементи от конски амуниции и апликации с животински мотиви и изображения на стилизирани конници от сребро, сребро с позлата и желязо. Било е притежание на знатен тракиец – местен династ или виден представител на племенната аристокрация от местното тракийско племе трибали, принуден да го спаси, като го скрие по време на някакви вражески нашествия през първата половина на III в. пр.н.е. Съхранява се в Националния археологически музей в София, а копие от него има в Историческия музей на Ловеч. До извора на Златна Панега е имало светилище на популярните тракийски божества Асклепий (Ескулап), Хигия и Телесфор, оброчни плочи на които, както и на тракийския бог конник, се намират в Археологическия музей в София. Целебните му свойства били известни на траки, елини и римляни от района и вън от него. Името Панега произлиза вероятно от тракийската дума pan(i), която е означавала блато, тресавище. Свързана е със старопруската дума panion със същото значение. Реки с подобни имена има и в Гърция (Panisas, Pannysis).
Според неотдавнашна легенда Панега е наречена на дъщерята Панака на Ескулап. Възможно е също името да произлиза от старогръцката дума „панегирикос“ (бълг. панегирик) в смисъл на „възхвала“, или от гръцката дума „панагея“, т.е. Богородица. Може да идва и от думата „панáк“ употребявана в района за място, запълнено с пънове, изсечена гора, както и от комбинация на тези възможности. В района на село Рупци и съседните селища са намерени останки на 6 римски селища: Зентукорту (край село Чомаковци), укрепено селище на площ от около 100 декара, център на римската област Кавецос, и Помпеанополис, добре укрепена крепост, обградена от две реки, през която е минавал стратегическия за онези времена път от Сердика до Улпия-Ескус (днес Гиген).
Областта Мраморница е била в границите на Първата българска държава. В района на местността Езерото край село Рупци се е намирало средновековното българско селище Добролък, където е намерено съкровище от 1262 монети от този период. През Втората българска държава в района на Златна Панега се е намирал средновековния град Пляшево, както и недалечна крепост. По време на татарските нашествия през XIII век населението се е криело в Карлуковския пролом на река Искър. През Средните векове Мраморница е била населена главно от българи, изповядващи неканонични християнски вярвания (като павликяните, богомилите и др.), християнски секти, които не принадлежали към официалното православие, с което били непримирими противници, ненавиждали са се и са враждували взаимно. Така в началния османски период, а може би и преди това, по време на Втората българска държава, село Румянцево е било наричано също и „Голям Павликан“, една от махалите на село Златна Панега се нарича „Павликени“, а манастира край Петревене е бил посветен и на апостол Павел. Смята се, че павликяните са били преселени през XII век от Тракия, когато България е била в рамките на Византийската империя, и имат по-отдавнашно арменско-павликянско потекло. Неканоничните християнски вярвания били преследвани като християнски ереси както от православната църква, така и от предосманските власти, но по-късно били толерирани от османските власти. По време на Втората българска държава в района са се заселили кумани.
В периода 1347 – 1351 г. в района е имало голяма чумна епидемия (черната чума), преминала вече през Европа, която е причинила масови размествания на населението. Недалеч от Мраморница от южната ѝ страна се намира Боженишкия Урвич, където е изсечен следният каменен надпис: „Азъ Дромръ (Драгомир) писахъ: Азъ севастъ Огнѣнъ – бихъ при цари Шишман кефалиа и много зло патихъ. В то врѣмъ турци воюаху. Азъ са дръжахъ за вѣръ Шишмана црѣ“. През Средновековието е имало манастири в районите на селата Петревене („Св. Петър и Павел“, в местността Рагачевото), в Чомаковци и Карлуково (в местността Викторова лъка), а по-късно – в манастира „Успение Богородично“,
От двете страни на река Искър около него възникват скалните манастири „Света Марина“, „Св. Безсребреници Дамян и Козма“ и „Св. Никола“ (Глигора) с фрески от XIV и XVI век, изпълнени от първокласен майстор.

### Ранен османски период (XIV – XVI век)
От началото на османския период до 1516 г. Мраморница (тур. Мроморнича) е била самостоятелна област (тур. каза) от окръга (тур. санджак) Никболу (бълг. Никопол) на Османската империя. Граничила е с казите на Никопол – от север (вкл. Глава, Койнаре), Ловеч – от изток (вкл. Торос, Дерманци, Градешница), Киево (в района на Гложене) – от юг (вкл. Беленци, Хубавене), Неделино и Враца – от запад (вкл. Роман, Бяла Слатина). Центърът ѝ е бил село Мрамор/Мраморница, сега Петревене. За пръв път името Мроморнича (бълг. Мраморница) е било регистрирано в турските данъчни архиви Тахрир дефтер през 1430 г. Името на центъра ѝ, „Петревене“, вероятно идва от името, Петър или Петрé, на първия началник (жупан, севаст) на казата Мраморница от началния османски период, който е събирал и данъците на казата (второто от имената под които е било записано за пръв път в Тахрир Дефтер е Петреве селе, т.е. Петрево село.) През ХV в. Карлуковският манастир е разграбен и разрушен. След установяването на османската власт местният елит на Втората българска държава е бил зачислен във войнушко-ямашкото съсловие, което се е предавало по наследство. Войнуците са били специална категория от немюсюлманско население, задължено да отглежда конете на султана, да коси, суши и събира трева за зимата за султанските конюшни и да помага на обоза на османската армия по време на военните походи. Срещу службата си те получавали правото да владеят наследствени земи и са били освобождавани от някои данъци. Ямаците били помощници и заместници на войнуците, когато те са участвали във военните походи, обработвали са земите им, осигурявали са семействата им и са плащали данъците им. В няколко села от района е имало войнуци и ямаци: Петърница (войнуци), Рупци (войнуци и ямаци), Садовец (войнуци), Сухаче (войнуци), Червен бряг (войнуци), Чомаковци (войнуци) и др. През 1479 г. разпределението на населението от областта по домакинства-къщи (1 домакинство/къща = 5 души) е било: Чомаковци – 25 християнски, Садовец – 7 християнски, Червен бряг – 54 християнски, Лепица – 29 християнски, Луковит – 49 християнски, Петревене – 27 християнски, Реселец – 45 християнски, 1 помашко, Сухаче – 26 християнски, Тодоричене – 18 християнски, 2 помашки, докато през 1516 г. е било: Чомаковци – 68 християнски, Садовец – 58 християнски, 2 помашки, Червен Бряг -- 102 християнски, Крушовица -- 114 християнски, Лепица – 35 християнски, Луковит – 73 християнски, Петревене – 27 християнски, Радомирци – 61 християнски, Реселец – 55 християнски, 1 помашко, Рупци – 89 християнски, 1 помашко, Сухаче – 82 християнски, Тодоричене – 39 християнски. С „християни/кристияни“ в началния османски период са били отбелязвани българите – християнски еретици, докато православните под духовенството на цариградския гръцки патриарх били отбелязвани като „Рум милети“. Думата помак (т.е. българин – християнски еретик, преминал към исляма) възниква най-напред в българската християнско-еретическа езикова среда на Северна България (Ловешко, Тетевенско, Луковитско, казá Мраморница). Вероятно идва от израза „пó ямак“ (в смисъл на „по-голям ямак“, подобно на „пó юнак“). Възможно е също да идва и от диалектния израз „помáкан, омáкан, омáчен, помáчен“ в смисъл на „оземлен, поземлен, стопанин“, снабден с гарантирана „мáка“, някогашна диалектна северно-българска дума за имот, собственост, стопанство, за разлика от българите-християни, които преди обявяването на Танзимата през 1839 г. не са притежавали гарантирана „мáка“..

### Късен османски период (XVI – XIX век)
През 1516 г., при султан Селим I, е извършена административна реформа на териториалното деление на Османската империя. при което казáта Мраморница е била закрита. Части от нея са били зачислени към казите Никболу (бълг. Никопол) и Иврача (бълг. Враца). Загубило статута си на център на казá, Петревене започнало да запада, а населението му да намалява. С времето имената Мрамор и Мраморница престанали да се употребяват и изпаднали в забрава. През XVI век привилегиите на войнуците и ямаците са били премахнати и те са били приравнени с останалите мюсюлмански военни съсловия. В резултат много от тях са се присъединили към чуждестранни армии или към хайдушкото движение, което поради тази причина се е засилило. През 1616 г. през района на Мраморница преминала включената в авангарда на османската армия войска на кримско-татарския хан Мурза Татар, която пленявала местното население, което се е укривало в пещерите на Карлуковския пролом или се е преселило в други райони. През втората половина на XVII век там се нанасят помаци от района на Тетевен. През 1683 година през района преминала включената в авангарда на османската армия за войната ѝ срещу Австро-Унгария при Виена войска на кримско-татарския хан Селим Гирай по пътя си от Кримското ханство и Румъния към София през Плевен, Ловеч, Ябланица и Етрополе.
В района на каза Мраморница неканоничните християнски ереси (павликянството, богомилството и др.) просъществували докъм края на XVII век, когато станали бурни религиозни събития. С поражението на Османската армия при Виена татарската войска, останала без плячка, при завръщането си в Кримското ханство се нахвърлила срещу немюсюлманското население на Северна България. Тези събития са отразени в приписка към църковна книга от село Кунино: „Да се знае коги приде татар хан у грат Плевен та неоста добитък хич, ни жена, ни девица в лето 7268, месец октоврия...“ За да се спаси от татарските золуми, една част от местното население преминало към исляма или се преселило в други райони. От друга страна, през 1689 г., от военни съображения, османската власт заставила принудително всички българи – християнски еретици да преминат към някоя от разрешените в османската империя религии. Едни от българите християнски еретици приели неохотно ненавистното им дотогава православие, с което враждували постоянно (в някои случаи преминали в католичеството) и се приобщили към българите-християни, докато други преминали неохотно към исляма и започнали да се наричат помаци. Така че в казá Мраморница помаци станали онези от българските християнски еретици, които искали да се спасят от татарските золуми, или на които по догматични, икономически, семейни или други съображения им било невъзможно да минат към православието. Мъжете започнали да носят чалми, жените – шалвари и забрадки. В селата били построени джамии. С течение на времето името и вярата на българите – християнски еретици (павликяни, богомили) изпаднали в забрава. След разрушаването му през XV в., Карлуковският манастир останал векове наред в запустение. Възстановен едва в края на XVI в., той отново бил разсипан. За нов живот Карлуковският манастир се въздигнал едва през първата половина на XVII век. Събитието е засвидетелствано от известния резбар даскал Урош, който в 1735 г. изрязал големия дърворезбен иконостас на черквата.
В края на XVIII век в района се появяват хайдушките дружини на Ангел войвода и Вълчан войвода и кърджалийски банди. По това време карлуковските манастири били във Врачанската църковна епархия на Цариградската патриаршия, оглавявана от известния възрожденец Софроний Врачански. Около Коледа на 1799 г. той е намерил убежище от кърджалиите в Карлуковския манастир „Успение Богородично“. В книгата си „Житие и страдания грешнаго Софрония“ той пише: „А студ лют, тощ долга по декемврия месец 1799 г. Хочехме от студ да измрем. На утро востанахме рано. Пут не има, снег глубок. Четири часа (на едно) место, едвам за два дни пойдохме на Карлуковския манастир. Тамо седяхме пет-шест дни и учинихме Рождество Христово. И тамо начнаха да прихождат турци от войската, почто като се върнаха от Видин, по вси касаби наоколо имаше паши. По селата пашали ходяха повече да се хранят и да собличат селата ...“ През 1834 г., след поредното разорение на Карлуковския манастир, той отново бил въздигнат със средствата на родолюбивия пловдивски чорбаджия Стоян Чалъков, който имал имоти по тия места.
Войнуганското съсловие е премахнато през 1839 г. Отношенията между християнската и помашката част на населението в района не винаги били гладки. През 1820 г. игуменът на Карлуковския манастир Калиник е предупреждавал местните помаци да не се възгордяват и да не гледат отвисоко на християнската част от населението, защото някой ден руските войски ще дойдат. Впоследствие няколко помаци от ловешкия край са се оплакали на властите, че Калиник щял да вика руските войски. Във връзка с този случай думата „помак“ се появява за пръв път в писмен вид. През последните 300 години от османското управление християнската и помашката части от населението на района нарастват и преживяват демографски бум. В повечето села не е имало черкви преди премахването на османската власт, може би поради сравнителното неотдавнашно преминаване на потомците на павликяните към православието.
Около Коледа на 1871 г. през района на Мраморница преминал българският национален герой и революционер Васил Левски на път от Гложене и Златна Панега за Червен бряг и Телиш при първата си обиколка на България., при което основава таен революционен комитет в Луковит. В личното си тефтерче той е отбелязал разноските си по преминаването през района: „На Панег на ханатъ – 13, в Гл. два конака – (10, 30), в Червени бряк по Коледа за два вечера – 12.“ През 1877 г. по време на Руско-турската освободителна война при отстъплението си турците опустошили отново Карлуковския манастир. Днес е запазена само църквата „Успение Богородично“, обявена за национален паметник на културата. През Руско-турската война от 1877/78 г. през района преминават руските войски. Помашката част на населението от района избягва в Македония, но впоследствие се завръща.

### Период след Освобждението
След отстраняването на османската власт през 1878 г. в района на Мраморница започва масово заселване на българи-християни от балканските селища. В Блъсничево е открито помашко училище. След Съединението на Княжество България с Източна Румелия през 1885 г. помашкото население от района започнало масово да се изселва в Турция, като напълно се е изнесло изцяло през 1898 г. Помаците са оставили добри спомени сред населението. Изпитвали са голяма обич към река Панега, която те наричали Алтън Панег и са почитали обитавали я водни духове. Имали са много мелодични песни, които изпълнявали под звуците на булгарина, най-известната от които е „Луковитски моми, мамо“:
Мето Бога моли, нане: Дано даде Господ,
ах, дано даде Господ, нане, суша да настане.
Реки да пресъхнат, нане, реки барешници, 
ах, реки барешници, нане, и тоз Алтън Панег.
По сухо да мина, нане, в Луковит да ида, 
че си Панег тече, нане, през гюмюш Луковит.
Луковитски моми, нане, луковитско чедо, 
ах, нигде в света няма, нане, от изток до запад.
На бял камък стоят, нане, бели платна белят, 
ах, бели платна белят, нане, платна кенарлии.
Ръки сапун търкат, нане, бели лица мият, 
ах, бели лица мият, нане, със чумбер ги трият.
(ръце до лактете, нане, крака до колене.)
Ако ще ме жениш, нане, Ати да ми вземеш, 
ах, Ати да ми вземеш, нане, ходжовото дете.
(панежкото пате.)
Че си ситно стъпя, нане, като преперица, 
и си ниско гледа, нане, като гълъбица.
Луковитски моми, нане, луди полудели, 
ах, луди полудели, нане, щури пощурели.
(ах, нигде в света няма, нане, от изток до запад.)
(Ззписът е от Цани Гинчев, 1884 г.).
Друга песен от района е:
Скъсал си Черню чехлите
от Кабар до Радомирци...
Кабар е било селище близо до Луковит. Селищата от района на бившата каза Мраморница днес са зачислени към Ловешки, Плевенски и Врачански окръг.